# Nordstrand Station
Nordstrand Station (Nordstrand stasjon) er en norsk jernbanestation på Østfoldbanen i bydelen Nordstrand i Oslo. Stationen åbnede som trinbræt i 1880, blev ophøjet til billetsalgssted omkring 1891 og fik status af station omkring 1900. Siden 1970 har den atter status af trinbræt. Den bliver betjent af NSB's tog mellem Ski og Stabekk. Stationen ligger 39,8 moh., 5,95 km fra Oslo S.
3. oktober 1993 skete der en alvorlig togulykke på Nordstrand Station, da et rangerlokomotiv med bremseproblemer kørte ned ad banen i fuld fart fra Rosenholm Trinbræt, indtil den stødte ind i et lokaltog. Ved ulykken omkom fem personer.